# Anastas Beszkow
Anastas Beszkow (1896–1964) – geograf bułgarski, profesor uniwersytecki w Sofii w latach 1948–1958, członek Bułgarskiej Akademii Nauk i przewodniczący Bułgarskiego Towarzystwa Geograficznego od 1948. Tworzył prace z zakresu regionalizacji geograficzno-ekonomicznej, geografii transportu, historii geografii i odkryć geograficznych oraz kartografii, a także podręczniki geografii ekonomicznej Bułgarii.